# Robert L. Ghormley
Robert Lee Ghormley (Portland, 15 de outubro de 1883 – Bethesda, 21 de junho de 1958) foi um vice-almirante da Marinha dos Estados Unidos durante a Segunda Guerra Mundial.

## Carreira militar
Ghormley formou-se na Academia Naval dos Estados Unidos em Annapolis em 1906 e depois serviu em vários cruzadores por cinco anos. De 1911 a 1913 serviu como tenente de bandeira do comandante em chefe da Frota do Pacífico dos Estados Unidos, participando da campanha de 1912 contra a Nicarágua. Ele então serviu na Academia Naval. Ghormley serviu como assistente de bandeira no encouraçado USS Nevada durante a Primeira Guerra Mundial. Mais tarde na guerra, tornou-se vice-diretor do Serviço de Transporte Naval Ultramarino. De 1920 a 1922 comandou o barco-patrulha USS Niagara bem como o contratorpedeiro USS Sands no Mar Mediterrâneo.
Em julho de 1921 foi promovido a comandante. De 1923 a 1925, ele serviu como vice- secretário da Marinha e como oficial executivo (XO) no encouraçado USS Oklahoma pelos próximos dois anos. Em 1927 ele serviu no Secretário do Conselho Geral da Marinha em Washington, D.C. Ghormley foi Chefe do Estado Maior da Frota de Batalha e Comandantes da Frota dos Estados Unidos no início de 1930. Depois de trabalhar com o Chefe de Operações Navais, tornou-se comandante do USS Nevada em 1935, retornando ao estado-maior da Marinha um ano depois. Em 1938 completou o curso superior na Escola de Guerra Naval.
Ghormley foi Presidente da Divisão de Planos de Guerra e Vice=Chefe de Operações Navais até agosto de 1940, após o qual foi enviado ao Reino Unido para servir como Observador Naval. Ghormley serviu como Almirante Comandante da Frota e Forças do Pacífico Sul de junho a outubro de 1942, durante a fase inicial crítica da Campanha de Guadalcanal (Guadalcanal e Tulagi). Após alguns meses de serviço em Washington (DC), ele retornou ao Pacífico e tornou-se comandante do 14º Distrito Naval no Havaí. De agosto de 1940 a março de 1942 foi o Observador Naval Especial foi enviado para Londres e foi o primeiro a assumir o comando das Forças Navais dos Estados Unidos na Europa de março a abril. Em dezembro de 1944, Ghormley tornou-se comandante das Forças Navais dos Estados Unidos na Alemanha e serviu nessa capacidade até dezembro de 1945. Ele serviu pela última vez na equipe do Departamento da Marinha e se aposentou em agosto de 1946. Ghormley morreu em 21 de junho de 1958.